# Український державний університет фінансів та міжнародної торгівлі
Украї́нський держа́вний університе́т фіна́нсів та міжнаро́дної торгі́влі — вищий навчальний заклад 4 рівня акредитації, що знаходиться в Києві, Україна. Готує фахівців у сфері міжнародної економіки, менеджменту, фінансів, комп'ютерних наук, міжнародних відносин, права для роботи у державних урядових організаціях, торгових та економічних місіях за кордоном, неурядових бізнес-організаціях. Напрям університетської науки спрямований на розробку фундаментальних і прикладних проблем соціально-економічного та правового розвитку України.

## Історія
Український державний університет фінансів та міжнародної торгівлі утворено 14 березня 2007 року шляхом об'єднання Української академії зовнішньої торгівлі (створеної у 1995 р.) та Українського державного університету економіки та фінансів.
З моменту свого заснування Український державний університет фінансів та міжнародної торгівлі (УДУФМТ) основною своєю місією визначає надання якісних освітніх послуг для студентів.
До складу університету, окрім 2 факультетів у Києві, входять 3 навчальні інститути та 2 коледжі, розташовані у Києві, Харкові, Донецьку та Одесі.
Студентське життя університету відображається у функціонуванні Наукового товариства студентів та аспірантів, професійних молодіжних клубів та спортивних секцій, студентському самоврядуванні. Студенти представлені в органах адміністрації університету.
В університеті функціонує аспірантура. Результати наукових досліджень обговорюються на міжнародних та вітчизняних наукових і науково-практичних конференціях, на сторінках заснованого в університеті журналу «Зовнішня торгівля: економіка, фінанси, право», а також висвітлюються в монографіях та численних статтях.
Згідно Розпорядження Кабінету Міністрів України від 25.11.2015 р. № 1223-р. «Про реорганізацію Українського державного університету фінансів та міжнародної торгівлі» та Наказу МОН України від 17.12.2015 № 1309 «Про реорганізацію Українського державного університету фінансів та міжнародної торгівлі» приєднаний до Київського національного торговельно-економічного університету з утворенням на його базі структурного підрозділу Університету.

## Інститути і факультети
До складу університету входять 3 факультети:
- фінансово-економічний;
- юридичний;
- факультет міжнародної економіки та менеджменту.

## Випускники
- Випускники Українського державного університету фінансів та міжнародної торгівлі